# Pazos (Silleda)
Pazos (oficialmente San Martiño de Pazos) es una parroquia española del municipio de Silleda, perteneciente a la provincia de Pontevedra, en la comunidad autónoma de Galicia.

## Historia
Hacia mediados del siglo XIX, la parroquia tenía contabilizada una población de 85 habitantes. Aparece descrita en el duodécimo volumen del Diccionario geográfico-estadístico-histórico de España y sus posesiones de Ultramar de Pascual Madoz con las siguientes palabras:

PAZOS (San Martin): felig. en la prov. de Pontevedra (7 1/2 leg.), part. jud. de Lalin (2 1/4), dióc. de Lugo, ayunt. de Chapa. sit. á la izq. del r. Toja y cerca de su confluencia con el Deza; el clima es templado y sano, y los vientos mas frecuentes los del N. Tiene unas 17 casas en las ald. de su nombre, San Martin y Quintás. La igl. parr. (San Martin) es aneja de la de Sta. Maria de Abades, con la cual confina y con la de Manduas por S. y O., y al NO. con los indicados r. El Toja, antes de reunirse al Deza, forma una cascada imponente y hermosa que se denomina Salto de agua. El terreno es bastante llano, fértil y delicioso. prod.: vino, trigo, maiz, centeno, patatas, castañas, frutas y pastos; se cria ganado vacuno, de cerda y lanar, y hay pesca de varias especies. pobl.: 16 vec., 85 alm. contr.: con su ayunt. (V.).
(Madoz, 1849, p. 728)

En la actualidad, pertenece al municipio de Silleda. En 2022, tenía empadronados 35 habitantes.